# Longview (Washington, Cowlitz megye)
Longview az Amerikai Egyesült Államok északnyugati részén, Washington állam Cowlitz megyéjében elhelyezkedő város. A 2010. évi népszámlálási adatok alapján 36 648 lakosa van.
A képviselőtestület a polgármester mellett hat tagból áll, az adminisztrációs feladatokat pedig városmenedzser végzi. Longview a cowlitz indiánok szervezetének székhelye.
A város napilapja a The Daily News, valamint két közösségi újságot (Columbia River Reader és Valley Bugler) is kiadnak.
A város tömegközlekedését a RiverCities Transit biztosítja. A közoktatási intézmények fenntartója a Longview Public Schools, valamint itt van az Alsó-Columbia Főiskola székhelye.
2012-ben a Forbes Longview-t az USA legszebb városának választotta. A Green Day Longview dala címét a városról kapta.

## Történet
Az egykor itt található Mount Coffin a cowlitz indiánok temetkezési helye volt.
Az első fehér telepesek az 1849-ben ideérkező Harry és Rebecca Jane Huntington voltak. A település Thomas Jefferson szülővárosa, a virginiai Monticello nevét vette fel.
1918-ban Robert A. Long fűrészüzemét az USA nyugati partjára költöztette. 1921-ben Wesley Vandercook gyáregységét a közeli Kelsóba telepítette volna, azonban a kisváros nem lett volna képes a 14 000 munkás ellátására.
A város tervezője George Kessler, aki a fővárost és a római kori építészetett vette alapul. Longview 1924. április 14-én kapott városi rangot. A középiskola, a könyvtár, a YMCA helyi épülete és a Monticelli Hotel is Robert A. Long saját forrásaiból valósultak meg.
A település 1923-ban gyors növekedésnek indult: az 1930-as években az állam negyedik legnagyobb városa volt. A gazdasági válság miatt a növekedés lelassult, azonban a helyi kikötő a csendes-óceáni háborúban fontos rakodási pont volt.

## Éghajlat
A város éghajlata mediterrrán (a Köppen-skála szerint Csb).
| Hónap                         | Jan.  | Feb.  | Már. | Ápr. | Máj. | Jún. | Júl. | Aug. | Szep. | Okt. | Nov.  | Dec.  | Év    |
| ----------------------------- | ----- | ----- | ---- | ---- | ---- | ---- | ---- | ---- | ----- | ---- | ----- | ----- | ----- |
| Rekord max. hőmérséklet (°C)  | 17,8  | 22,8  | 26,7 | 32,2 | 36,7 | 37,8 | 40,6 | 42,2 | 40,0  | 32,2 | 25,0  | 18,9  | 42,2  |
| Átlagos max. hőmérséklet (°C) | 8,3   | 10,6  | 13,3 | 16,1 | 19,4 | 22,2 | 25,6 | 26,1 | 23,3  | 17,2 | 11,1  | 7,8   | 16,8  |
| Átlagos min. hőmérséklet (°C) | 1,7   | 1,7   | 3,9  | 5,0  | 7,2  | 10,0 | 11,7 | 11,7 | 10,0  | 6,7  | 3,9   | 1,7   | 6,3   |
| Rekord min. hőmérséklet (°C)  | −28,9 | −16,7 | −7,2 | −3,9 | −2,8 | −1,1 | 0,0  | 1,7  | −1,7  | −5,0 | −12,8 | −15,6 | −28,9 |
| Átl. csapadékmennyiség (mm)   | 168   | 129   | 119  | 96   | 81   | 58   | 21   | 29   | 52    | 102  | 196   | 173   | 1224  |
| Forrás: The Weather Channel   |       |       |      |      |      |      |      |      |       |      |       |       |       |

## Népesség
A 2010-es népszámláláskor a városnak 36 648 lakója, 15 281 háztartása és 9068 családja volt. A népsűrűség 956,9 fő/km2. A lakóegységek száma 16 380, sűrűségük 427,7 db/km2. A lakosok 86%-a fehér, 0,9%-a afroamerikai, 1,7%-a indián, 2,2%-a ázsiai, 0,3%-a a Csendes-óceáni szigetekről származik, 4,7%-a egyéb, 4,2%-a pedig kettő vagy több etnikumú. A spanyol vagy latino származásúak aránya 9,7% (   )
A háztartások 29,1%-ában élt 18 évnél fiatalabb. 40,5% házas, 13,4% egyedülálló nő, 5,6% egyedülálló férfi, 40,5% pedig nem család. 33,6% egyedül élt; 15,4%-uk 65 éves vagy idősebb. Egy háztartásban átlagosan 2,34 személy élt; a családok átlagmérete 2,94 fő.
A medián életkor 39,6 év volt. A város lakóinak 23,2%-a 18 évesnél fiatalabb, 9,2% 18 és 24 év közötti, 23,6%-uk 25 és 44 év közötti, 26,2%-uk 45 és 64 év közötti, 17,5%-uk pedig 65 éves vagy idősebb. A lakosok 48,1%-a férfi, 51,9%-a pedig nő.

## Nevezetes személyek
- Brian Thompson, színész[21]
- Bud Black, a Colorado Rockies baseballcsapat igazgatója[22]
- David Korten, író[23]
- Hal Riney, a Hal Riney & Partners reklámügynökség alapítója[24]
- James P. Fleming, pilóta[25]
- Jason Schmidt, baseballjátékos[26]
- Molt Taylor, mérnök[27]
- Rick Sweet, a Louisville Bats baseballcsapat igazgatója[28]
- Sid Snyder, politikus[29]
- Steve De Jarnatt, filmrendező[30]
- Trevor May, baseballjátékos[31]

## Testvérváros
- Vakó, Japán[32]

## Fordítás
- Ez a szócikk részben vagy egészben  a   Longview, Washington című angol Wikipédia-szócikk ezen változatának fordításán alapul.  Az eredeti cikk szerkesztőit annak laptörténete sorolja fel. Ez a jelzés csupán a megfogalmazás eredetét és a szerzői jogokat jelzi, nem szolgál a cikkben szereplő információk forrásmegjelöléseként.